# Slovenska republiška liga 1961-1962
La Slovenska republiška nogometna liga 1961./62. (it. "Campionato calcistico della Repubblica di Slovenia 1961-62") fu la quattordicesima edizione del campionato della Repubblica Popolare di Slovenia. In questa stagione era nel terzo livello della piramide calcistica jugoslava.
Il campionato venne vinto dall'Olimpia Lubiana, al suo terzo titolo nella competizione. Questa vittoria diede ai biancoverdi la promozione diretta in Druga Liga 1962-1963.
Il capocannoniere del torneo fu Danilo Brezigar, del Olimpia Lubiana, con 29 reti.
La seconda classificata, lo Slovan Lubiana, andò agli spareggi-promozione.
In questa edizione vi fu una sola retrocessione (mentre le promozioni dalla serie inferiore furono 4), visto l'ampliamento dell'organico della edizione successiva da 12 a 14 squadre.

## Squadre partecipanti
| Squadra         | Città         | Stagione 1960-61 | Stagione 1960-61        |
| Squadra         | Città         | Pos.             | Divisione               |
| --------------- | ------------- | ---------------- | ----------------------- |
| Olimpija        | Lubiana       | 12°              | Druga liga Ovest        |
| Kladivar        | Celje         | 2°               | Slovenska zona          |
| ŽNK             | Lubiana       | 3°               | Slovenska zona          |
| Rudar           | Trbovlje      | 4°               | Slovenska zona          |
| Mura            | Murska Sobota | 5°               | Slovenska zona          |
| Slovan          | Lubiana       | 6°               | Slovenska zona          |
| Ilirija         | Lubiana       | 7°               | Slovenska zona          |
| Krim            | Lubiana       | 8°               | Slovenska zona          |
| Gorica          | Nova Gorica   | 9°               | Slovenska zona          |
| Triglav         | Kranj         | 10°              | Slovenska zona          |
| Železničar (Ce) | Celje         | 1°               | Podsavezna liga Celje   |
| Kovinar         | Maribor       | 1°               | Podsavezna liga Maribor |

## Classifica
|  | Pos. | Squadra          | Pt | G  | V  | N | P  | GF | GS | QR    |
|  | ---- | ---------------- | -- | -- | -- | - | -- | -- | -- | ----- |
|  | 1.   | Olimpia Lubiana  | 42 | 22 | 20 | 2 | 0  | 84 | 15 | 5,600 |
|  | 2.   | Slovan Lubiana   | 32 | 22 | 14 | 4 | 4  | 44 | 20 | 2,200 |
|  | 3.   | Rudar Trbovlje   | 29 | 22 | 13 | 3 | 6  | 62 | 50 | 1,240 |
|  | 4.   | ŽNK Lubiana      | 27 | 22 | 12 | 3 | 7  | 49 | 39 | 1,256 |
|  | 5.   | Odred Krim       | 21 | 22 | 8  | 5 | 9  | 38 | 44 | 0,863 |
|  | 6.   | Gorica           | 21 | 22 | 8  | 5 | 9  | 32 | 40 | 0,800 |
|  | 7.   | Kladivar Celje   | 18 | 22 | 7  | 4 | 11 | 44 | 39 | 1,128 |
|  | 8.   | Mura             | 17 | 22 | 7  | 3 | 12 | 32 | 58 | 0,551 |
|  | 9.   | Triglav          | 16 | 22 | 6  | 4 | 12 | 32 | 44 | 0,727 |
|  | 10.  | Ilirija          | 16 | 22 | 7  | 2 | 13 | 42 | 62 | 0,677 |
|  | 11.  | Železničar Celje | 16 | 22 | 5  | 6 | 11 | 34 | 51 | 0,666 |
|  | 12.  | Kovinar Maribor  | 9  | 22 | 4  | 1 | 17 | 27 | 59 | 0,457 |

Legenda:
      Promosso in Druga Liga 1962-1963.
  Ammesso agli spareggi per la Druga Liga 1962-1963.
      Retrocesso nella divisione inferiore.
Note:
Due punti a vittoria, uno a pareggio, zero a sconfitta.

## Spareggi-promozione
Lo Slovan Lubiana non ha superato gli spareggi per la Druga Liga 1962-1963, sconfitto dal Varteks Varaždin (12° in Druga liga Ovest).
| Squadra 1                                | Totale | Squadra 2        | Andata | Ritorno |
| ---------------------------------------- | ------ | ---------------- | ------ | ------- |
| PRIMO TURNO                              |        |                  |        |         |
| NK Zagabria                              | 3 – 2  | Tekstilac Zadar  | 2 – 0  | 1 – 2   |
| SEMIFINALI                               |        |                  |        |         |
| NK Zagabria                              | 1 – 2  | Varteks Varaždin | 1 – 0  | 0 – 2   |
| Leotar                                   | 3 – 6  | Slovan Lubiana   | 1 – 2  | 2 – 4   |
| FINALE                                   |        |                  |        |         |
| Slovan Lubiana                           | 0 – 5  | Varteks Varaždin | 0 – 2  | 0 – 3   |
| Varteks promosso in Druga Liga 1962-1963 |        |                  |        |         |